# Guangning, Peking
Guangning (kinesiska: 广宁, 广宁街道) är ett stadsdelsdistrikt i Kina. Det ligger i Shijingshan i storstadsområdet Peking, i den norra delen av landet, omkring 23 kilometer väster om stadskärnan. Antalet invånare är 17 395. Befolkningen består av 8 171 kvinnor och 9 224 män. Barn under 15 år utgör 10,0 %, vuxna 15-64 år 79 %, och äldre över 65 år 10,0 %.